# Івате (Івате)

39°58′21″ пн. ш. 141°12′45″ сх. д. / 39.97250° пн. ш. 141.21250° сх. д.
Іва́те (яп. 岩手町, いわてまち, МФА: [iwate mat͡ɕi̥]) — містечко в Японії, в повіті Івате префектури Івате. Станом на 1 жовтня 2007 площа містечка становила 360,55 км². Станом на 1 вересня 2008 населення містечка становило 15 468 осіб.